# Купьеваха (Великобурлукский район)
Купьева́ха (укр. Куп'єваха), посёлок, Червонохвыльский сельский совет, Великобурлукский район, Харьковская область.
Код КОАТУУ — 6321485304. Население по переписи 2001 г. составляет 217 (106/111 м/ж) человек.

## Географическое положение
Посёлок Купьеваха находится между реками Гнилица и Великий Бурлук. По поселку протекает пересыхающий ручей на котором сделано несколько запруд.

## История
- 1922 — дата основания.

## Экономика
- В селе есть молочно-товарная ферма.